# Entomophthora
Entomophthora là một chi nấm trong họ Entomophthoraceae. Các loài trong chi này là ký sinh trên ruồi và côn trùng hai cánh. Chi đã được định nghĩa bởi nhà sinh vật học Đức Ferdinand Cohn năm 1856.
Loại nấm này ký sinh và trải qua một số giai đoạn trong vòng đời của nó, bao gồm; nhiễm trùng, ủ bệnh, bào tử và ướp xác. Trong mỗi giai đoạn, mầm bệnh này xâm nhập vào tế bào cơ thể của vật chủ, sử dụng chất dinh dưỡng của côn trùng cho phép nó kiểm soát não ngay trước khi vật chủ chết.

## Loài
- E. aphrophorae
- E. arrenoctona
- E. bereshkovaeana
- E. blissi
- E. brevinucleata
- E. bullata
- E. byfordii
- E. calliphorae
- E. chromaphidis
- E. cimbicis
- E. cleoni
- E. coleopterorum
- E. colorata
- E. culicis
- E. destruens
- E. dissolvens
- E. egressa
- E. erupta
- E. exitialis
- E. ferdinandii
- E. grandis
- E. helvetica
- E. hylemyiae
- E. inexpectata
- E. israelensis
- E. jassi
- E. lauxaniae
- E. lavrovii
- E. leyteensis
- E. muscae
- E. myrmecophaga
- E. oehrensiana
- E. pallida
- E. pelliculosa
- E. philippinensis
- E. phryganeae
- E. planchoniana
- E. plusiae
- E. pooreana
- E. pseudococci
- E. punctata
- E. pustulata
- E. pyralidarum
- E. reticulata
- E. richteri
- E. richteri
- E. scatophaga
- E. schizophorae
- E. schroeteri
- E. simulii
- E. sphaerosperma
- E. staritzii
- E. syrphi
- E. thaxteri
- E. thripidum
- E. trinucleata
- E. weberi
- E. zabri